# Zyprische Fußballnationalmannschaft (U-19-Junioren)
Die zyprische Fußballnationalmannschaft der U-19-Junioren ist die Auswahl zyprischer Fußballspieler der Altersklasse U-19. Sie repräsentiert die Cyprus Football Association auf internationaler Ebene, beispielsweise in Freundschaftsspielen gegen die Auswahlmannschaften anderer nationaler Verbände, aber auch bei der seit 2002 in dieser Altersklasse ausgetragenen Europameisterschaft. Die zyprische Mannschaft konnte sich noch nicht für die EM-Endrunde qualifizieren, achtmal wurde aber die zweite bzw. Eliterunde erreicht.

## Teilnahme an U-19-Europameisterschaften
- 2002: nicht qualifiziert
- 2003: nicht qualifiziert (in der 2. Runde gescheitert)
- 2004: nicht qualifiziert
- 2005: nicht qualifiziert
- 2006: nicht qualifiziert (in der Eliterunde gescheitert)
- 2007: nicht qualifiziert
- 2008: nicht qualifiziert (in der Eliterunde gescheitert)
- 2009: nicht qualifiziert
- 2010: nicht qualifiziert
- 2011: nicht qualifiziert (als schlechtester Gruppendritter die Eliterunde verpasst)
- 2012: nicht qualifiziert (in der Eliterunde gescheitert)
- 2013: nicht qualifiziert (in der Eliterunde gescheitert)
- 2014: nicht qualifiziert (in der Eliterunde gescheitert)
- 2015: nicht qualifiziert (als sechstschlechtester Gruppendritter die Eliterunde verpasst)
- 2016: nicht qualifiziert
- 2017: nicht qualifiziert (in der Eliterunde gescheitert)
- 2018: nicht qualifiziert
- 2019: nicht qualifiziert (in der Eliterunde gescheitert)
- 2020: Meisterschaft wegen COVID-19-Pandemie abgesagt (als siebtschlechtester/bester Gruppendritter die abgesagte Eliterunde verpasst)
- 2022: nicht qualifiziert (als zweitschlechtester Gruppendritter die Eliterunde verpasst)

| Bilanz     | Bilanz | Bilanz | Bilanz | Bilanz      | Bilanz | Bilanz    | Bilanz       |
| Runde      | Spiele | Siege  | Remis  | Niederlagen | Tore   | Gegentore | Tordifferenz |
| ---------- | ------ | ------ | ------ | ----------- | ------ | --------- | ------------ |
| 1. Runde   | 59     | 17     | 13     | 29          | 70     | 112       | 0−42         |
| Eliterunde | 24     | 02     | 03     | 19          | 14     | 081       | 0−67         |
| Gesamt     | 83     | 19     | 16     | 48          | 84     | 193       | −109         |